# Lacconectus tonkinensis
Lacconectus tonkinensis är en skalbaggsart som beskrevs av Guignot 1957. Lacconectus tonkinensis ingår i släktet Lacconectus och familjen dykare. Inga underarter finns listade i Catalogue of Life.